# Copa América de 2011 - Grupo A
O Grupo A da Copa América de 2011 foi um dos três grupos de seleções competentes na Copa América da Argentina. Foi composto de Argentina, Bolívia, Colômbia e Costa Rica. O grupo começou a jogar em 1º de julho e terminou em 11 de julho.
A Colômbia venceu o grupo e encontrou o Peru, o melhor terceiro lugar, nas quartas-de-final. A Argentina terminou em segundo e encarou o Uruguai - o segundo colocado do Grupo C - nas quartas. Costa Rica e Bolívia terminaram em terceiro e quarto lugares, respectivamente, e foram eliminadas do torneio.

## Colocações
| Legenda para cores em tabelas de grupo | Legenda para cores em tabelas de grupo |
| -------------------------------------- | --- |
|                                        | Equipes que avançaram para as quartas-de-final - 1º lugar no grupo - 2º lugar no grupo - Os dois melhores terceiros colocados de todos os grupos |

| Equipe     | J | V | E | D | GP | GC | SG | P |
| ---------- | - | - | - | - | -- | -- | -- | - |
| Colômbia   | 3 | 2 | 1 | 0 | 3  | 0  | +3 | 7 |
| Argentina  | 3 | 1 | 2 | 0 | 4  | 1  | +3 | 5 |
| Costa Rica | 3 | 1 | 0 | 2 | 2  | 4  | −2 | 3 |
| Bolívia    | 3 | 0 | 1 | 2 | 1  | 5  | −4 | 1 |

Todos os horários estão no fuso local, UTC-3.

## Argentina x Bolívia
| 1º de julho de 2011 | Argentina  | 1 – 1  | Bolívia   | Estadio Ciudad de La Plata, La Plata |
| 21:45               | Agüero 75' | Report | Rojas 47' | Árbitro: URU Roberto Silvera         |

| Argentina | Bolivia |

| ARGENTINA:     |    |                   |     |     |
|                |    |                   |     |     |
| G              | 23 | Sergio Romero     |     |     |
| LD             | 8  | Javier Zanetti    |     |     |
| Z              | 4  | Nicolás Burdisso  |     |     |
| Z              | 6  | Gabriel Milito    |     |     |
| LE             | 17 | Marcos Rojo       |     |     |
| MLD            | 19 | Éver Banega       |     |     |
| MLG            | 14 | Javier Mascherano |     |     |
| MLE            | 5  | Esteban Cambiasso |     | 46' |
| PTD            | 21 | Ezequiel Lavezzi  | 54' | 70' |
| A              | 10 | Lionel Messi      |     |     |
| PTE            | 11 | Carlos Tévez      | 37' |     |
| Substituições: |    |                   |     |     |
| MC             | 7  | Ángel di María    |     | 46' |
| A              | 16 | Sergio Agüero     |     | 70' |
| Técnico:       |    |                   |     |     |
| Sergio Batista |    |                   |     |     |

| BOLÍVIA:          |    |                    |     |     |
|                   |    |                    |     |     |
| G                 | 1  | Carlos Erwin Arias |     |     |
| LD                | 16 | Ronald Raldes      |     |     |
| Z                 | 5  | Ronald Rivero      | 87' |     |
| Z                 | 4  | Lorgio Álvarez     |     |     |
| LE                | 3  | Luis Gutiérrez     | 38' |     |
| MLD               | 15 | Jaime Robles       |     |     |
| MLG               | 6  | Wálter Flores      | 34' |     |
| MLE               | 21 | Jhasmani Campos    |     | 80' |
| MAT               | 10 | Joselito Vaca      |     | 63' |
| A                 | 7  | Edivaldo Rojas     |     | 89' |
| A                 | 9  | Marcelo Martins    |     |     |
| Substituições:    |    |                    |     |     |
| MC                | 19 | José Luis Chávez   | 75' | 63' |
| A                 | 17 | Juan Carlos Arce   |     | 80' |
| MC                | 22 | Rudy Cardozo       |     | 89' |
| Técnico:          |    |                    |     |     |
| Gustavo Quinteros |    |                    |     |     |

| Homem da Partida: Lionel Messi (Argentina) Bandeirinhas: Miguel Nievas (Uruguai) Luis Alvarado (Equador) Quarto árbitro: Carlos Vera (Equador) |